# Phoradendron irwinianum
Phoradendron irwinianum är en sandelträdsväxtart som beskrevs av Kuijt. Phoradendron irwinianum ingår i släktet Phoradendron och familjen sandelträdsväxter. Inga underarter finns listade i Catalogue of Life.